# Pele FC
Pele Football Club é um clube futebolístico guianense, sediado na cidade de Georgetown. Foi fundado no dia 18 de julho de 1971, com seu nome, escolhido por unanimidade, sendo uma homenagem ao jogador brasileiro Pelé, que viria a se aposentar no mesmo dia.
Atualmente, o time disputa o Campeonato Guianense de Futebol, no qual foi semifinalista na edição 2015-16. Também disputa o campeonato regional de Georgetown, equivalente ao estadual no Brasil.